# Jerzy Szandomirski
Jerzy Szandomirski (ur. 27 marca 1926 w Białymstoku, zm. 4 marca 2008) – polski artysta fotografik, zięć architekta Jana Witkiewicza Koszczyca.

## Życiorys

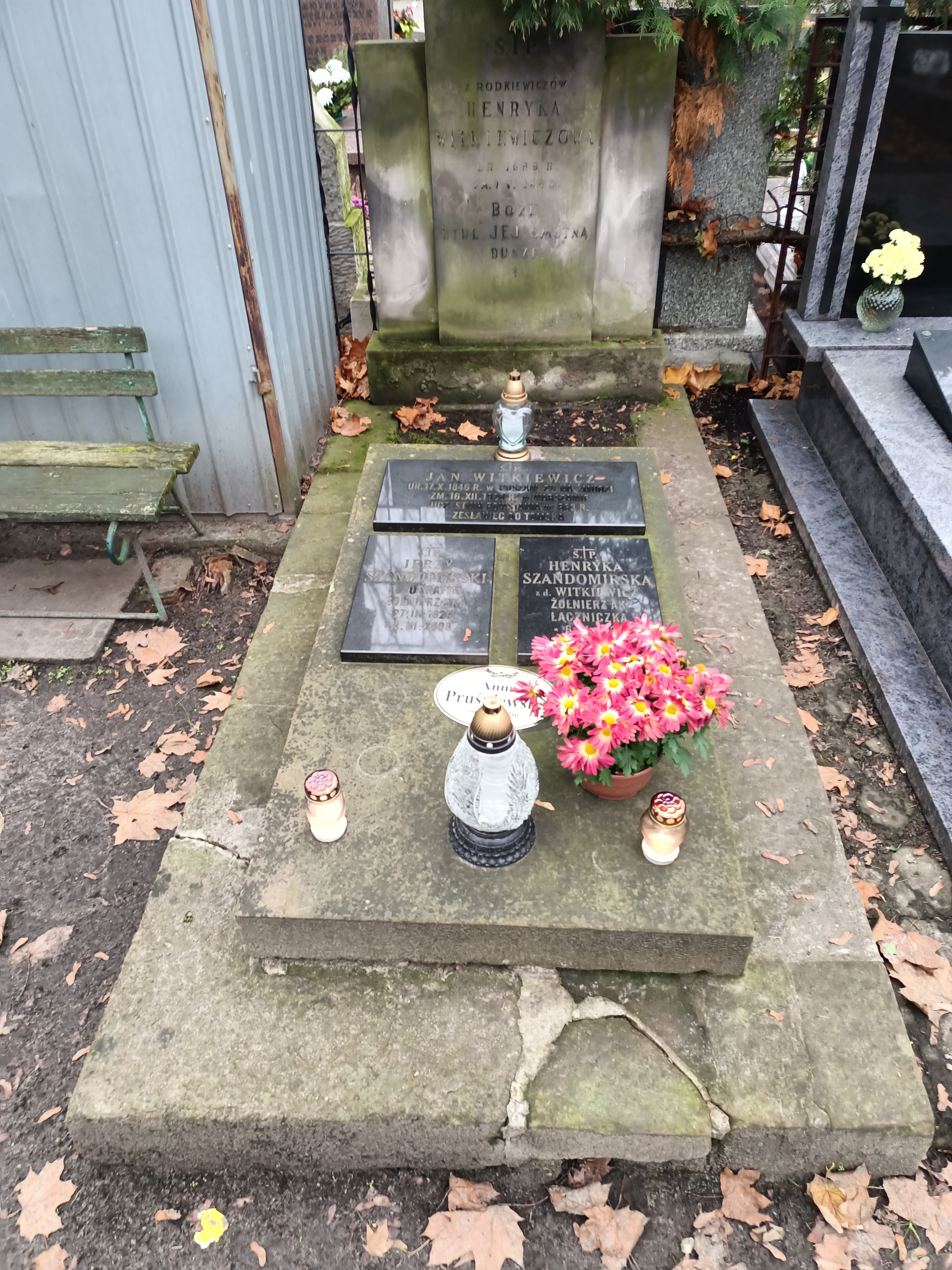
Grób Jerzego Szandomirskiego na cmentarzu Powązkowskim

Podczas II wojny światowej związany z AK, uczestnik powstania warszawskiego. W okresie powojennym podjął pracę w Naczelnej Dyrekcji Muzeów i Ochrony Zabytków gdzie pracował jako laborant. Od 1951 pracował w nowo powołanym Przedsiębiorstwie Państwowym-Pracownie Konserwacji Zabytków (PP PKZ), wykonując zdjęcia dokumentujące konserwacje i inwentaryzację zabytków. W 1964 ukończył technikum fotograficzne, awansując na starszego fotografa. Jednocześnie w tym okresie wraz z Wacławem Górskim rozpoczął inwentaryzację fotograficzną budownictwa drewnianego na terenie Rzeszowszczyzny. Wystawa zdjęć z inwentaryzacji odbyła się 1967 w Rzeszowie. 
Autor monografii fotograficznych z Kalwarii Zebrzydowskiej, Pelplina, Torunia oraz inwentaryzacji fotograficznej zabytków w Gdańsku i we Wrocławiu. W 1975 wraz z Wacławem Górskim przeprowadził inwentaryzację fotograficzną Kanału Augustowskiego. Od 1977 sprawował funkcję kierownika pracowni fotograficznej i archiwum fotograficznego Oddziału Warszawskiego PP PKZ, oraz głównego specjalisty dokumentacji fotograficznej prac konserwatorskich. Organizator prac dokumentacyjnych podczas odbudowy Zamku Królewskiego w Warszawie. Przeprowadził inwentaryzację fotograficzną zabytków na ziemi białostockiej oraz uczestniczył w pracach eksportowych PP PKZ między innymi w Moskwie, Tallinnie, Rydze i Wilnie. W 1987 odbyła się wystawa prac fotograficznych jego autorstwa. Po przejściu na emeryturę zajmował się między innymi kontrolą pracowni fotograficznych PP PKZ oraz dokumentacją fotograficzną dokonań architektonicznych swojego teścia Jana Witkiewicza Koszczyca. Zdjęcia z tego ostatniego przedsięwzięcia zaprezentował podczas wystawy zatytułowanej ”1 architekt, 1 fotograf” prezentowanej w Ermitażu w Łazienkach Królewskich w Warszawie w dniach 4–29 lutego 2008.
Syn Jerzego Szandomirskiego, Andrzej Szandomirski również jest fotografem, związanym z wydawnictwem ”Murator”. Został pochowany na cmentarzu Powązkowskim (kwatera 213-1-24).

## Odznaczenia
- Krzyż Kawalerski Orderu Odrodzenia Polski (1984)